# Torre de Vilar

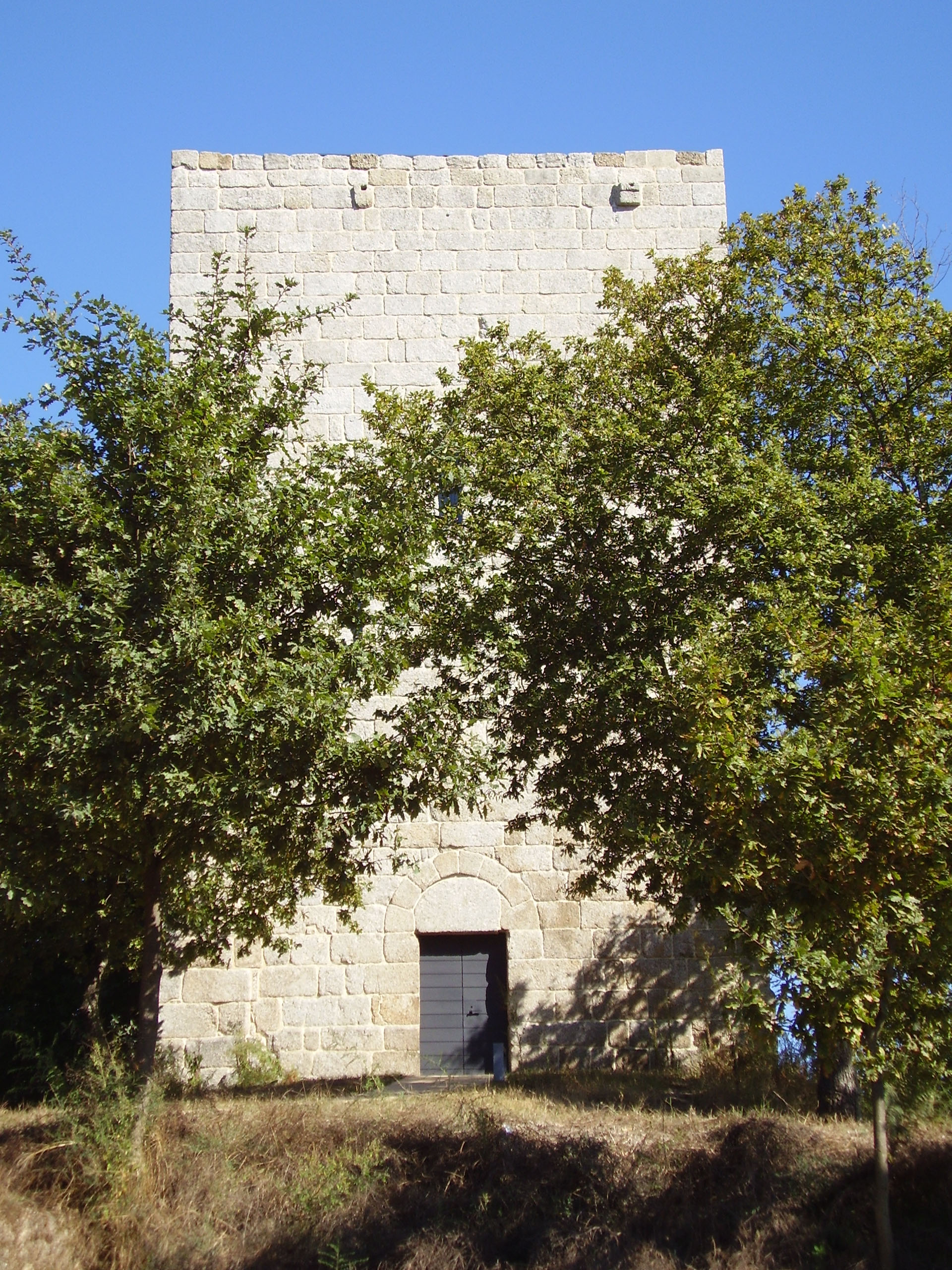

A Torre de Vilar, ou Torre de Vilar do Sousa, ergue-se isolada no lugar da Torre, no termo da freguesia de Vilar do Torno e Alentém, do Município de Lousada.
Trata-se de uma construção medieval portuguesa e um exemplo raro de Residência Senhorial correspondendo a designação latina de Domus Fortis.
Esta torre ergue-se a 14 metros de altura e está implantada no topo de um outeiro que domina um vale fértil e bem irrigado do Rio Sousa, um testemunho da existência da Domus Fortis.
A Torre de Vila do Sousa apresenta-se como um modelo em que se insere as primeiras torres senhoriais, encontrando-se fortemente ligada à imagem que representa a Torre de Menagem. Esta construção aconteceu nos finais do século XIII, tendo por fim transmitir uma imagem de nobreza, poder e de glória dos seus proprietários.
Foram senhores da Torre de Vilar do Sousa os senhores de Riba de Vizela que, abandonaram a já muito povoada região central de Entre-Douro-e-Minho, e alargaram os seus domínios para terras disponíveis procurando novas honras.
Estas torres além de serem usadas como moradia eram-no também como pontos de defesa e controle dos novos domínios garantindo assim a segurança e a defesa das terras e das gentes.
Atribui-se a sua construção a Gil Martins de Riba de Vizela.
Está classificada como Imóvel de Interesse Público desde 1978, estando integrada na Rota do Românico do Vale do Sousa.